# Libnotes quadrifurca
Libnotes quadrifurca là một loài ruồi trong họ Limoniidae. Chúng phân bố ở miền Australasia.